# 多胞形
|                      |  |  |  |  |  |
| 多面體是三維的多胞形 |  |  |  |  |  |

多胞形（英語：Polytope）是一类由平的面构成的几何結構。多胞形可以存在於任意维中。多边形为二维的多胞形，多面体为三维的多胞形，也可以延伸到三維以上的空間，如多胞體即為四维的多胞形。
當提到n度空間下的多胞形時，常會用n-多胞形的名稱來表示，因此多边形可稱為2-多胞形，多面体可稱為3-多胞形，多胞體即為4-多胞形。
多胞體的英文「polytope」是由數學家萊因霍爾德·霍普創造，其原文為德文，後來才由艾麗西亞·布爾·斯托特翻譯為英文。

## 多胞形的種類

### 簡單多胞形
簡單多胞形在不同的情況下有不同的定義，例如在討論二維多邊形時，簡單多邊形是指自身元素中沒有互相相交情況的多邊形。而在討論其他維度的立體時，簡單多胞形代表與每個頂點相鄰之邊或面數不會超過其維數的多胞形。

### 複雜多胞形
複雜多胞形在不同的情況下有不同的定義，例如在討論二維多邊形時（尤其是四邊形），複雜多邊形（討論四邊形時稱複雜四邊形）是指自身元素中有互相相交情況的多邊形，同時也可以推廣到多胞形的情況，即指自身元素中有互相相交情況的多胞形。在電腦圖學中，也可以用來指非簡單的幾何形狀。此外，複雜多胞形在英語中稱為Complex Polytope，其亦可以代表位於複數（Complex Number）空間的複多胞形。

### 凸多胞形
凸多胞形是最簡單的多胞形，並且存在有幾種不同的概念性定義。例如凸多胞形有時被定義為一組半空間的交集，這個個定義下並不強制多胞形是有界的也不強制多胞形是有限的，其中有界的多胞形意味著存在一個能涵蓋整個多胞形且半徑是有限的球體或超球體。若其為凸集且符合有界和有限的特性則可以稱為嚴格凸多胞形。在線性規劃中通常會利用這種方式來定義多胞形

### 正多胞形
正多胞形是對稱性最高的一種多胞形，在這種多胞形中，各種同維元素或同結構元素組皆可在其對稱性上傳遞，甚至其對稱性也能在標記（包含所有維度元素組）上傳遞，因此正多胞形的對偶多胞形也是一種正多胞形。

### 星形多胞形
星形多胞形通常是指一系列的非凸多胞形，其中包括了一些正多胞形。

## 廣義的多胞形

### 無窮多胞形
由於並非所有流形都是有限的，因此若將多胞體理解為在一個流形中由胞結構組成的空間填充，則可以將之擴展到無窮流形中。平面密鋪、空間堆砌和雙曲鑲嵌多可以算是這類多胞形。這種解合結構因為有無限多個維面，因此有時會被稱為無限胞體。

### 實多胞形
實多胞形是指所有頂點皆位於{\displaystyle \mathbb {R} ^{n}}空間的多胞形，通常會和複多胞形進行比較，例如實多胞形可以定義內部而複多胞形無法。另外，在抽象幾何學中，實多胞形也可以表達與抽象多胞形相對的概念。

### 複多胞形
實多胞形是指所有頂點皆位於{\displaystyle \mathbb {C} ^{n}}複希爾伯特空間的多胞形，可以視為實數空間中的多胞形在複數空間的推廣。而複正多胞形更適合被視為一種排佈結構。

### 四元多胞形
在幾何中，四元多胞形是指位於四元數空間的多胞形。其可以視為是實數空間中的多胞形在四元數空間的推廣。其與複數空間類似，點不具有序性，因此沒有「位於...之間」的相互關係，因此一個四元數空間多胞形可以被理解為一組點、線和面等的排佈關係，其中，點維多條線的連接點、線連接了多個面。由於四元數的乘法不具有交換率，因此必須透過純量與向量相乘來構建乘法系統，通常會使用左乘法。

### 其他空間的多胞形
多胞形通常可以定義於希爾伯特空間中，如複多胞形（Complex polytope）、四元多胞形（Quaternionic polytope）或八元多胞形（Octonionic Polytope）等，不過在一些複雜的空間結構的多胞形，如八元多胞形的理論尚未被有系統的探討及解決。

### 抽象多胞形
抽象多胞形是一種純粹只考慮多胞形各元素間的組合特性，將多胞形從其包含的空間幾何關係分離出來的一類多胞形。這允許將多胞形各元素的定義擴展到包括一些位於難以在直觀下定義之空間的物件，例如四維正十一胞體。
抽象多胞形是遵守某些規則之元素的偏序集合，並且是一個純粹的代數結構，其發展的目的是為了避免或解決一些不同類型的幾何結構難以在一致的數學框架下協調的問題。

### 拓樸多胞形
拓樸多胞形是一個可以分解為與凸多胞形拓樸等價的形狀、且可以規則方式分解為相互連接的形狀的拓樸空間

## 外部連結
- 埃里克·韦斯坦因. . MathWorld.
- "Math will rock your world"（页面存档备份，存于） – application of polytopes to a database of articles used to support custom news feeds via the Internet – (Business Week Online)
- Regular and semi-regular convex polytopes a short historical overview: